# Goicea
Goicea falu Romániában, Dolj megyében. Először 1575-ben említik. Goicea község két településből áll: Dunăreni és Goicea. 2004-ig Cârna is hozzá tartozott, ekkor azonban külön községgé vált.